# Rybaki (powiat kościerski)
Rybaki (dodatkowa nazwa w j. kaszub. Rëbôczi; niem. Ribaken) – wieś w Polsce położona w województwie pomorskim, w powiecie kościerskim, w gminie Kościerzyna. 
Wieś kaszubska na Pojezierzu Kaszubskiem położona nad jeziorami Sudomie i Mielnica, 0,3 km na południe od drogi krajowej nr 20 ze Stargardu do Gdyni. Wieś wchodzi w skład sołectwa Szarlota.
W latach 1975–1998 miejscowość administracyjnie należała do województwa gdańskiego.